# Ila Tughat al-Alam

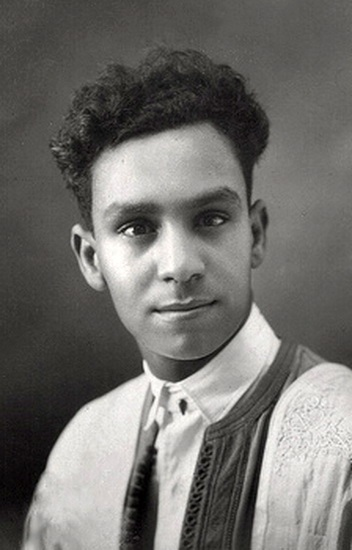
Retrato de Aboul-Qacem Echebbi.

Ilá Ṭughāt al-‘Ālam, también conocido como Ela Toghat Al Alaam, (árabe: الى طغاة العالم), en español, A los tiranos del mundo, es un poema escrito por el poeta tunecino Aboul-Qacem Echebbi bajo el protectorado francés de Túnez, a principios del siglo XX.

## Biografía
Chebbi compuso el poema en abril de 1934 en Tozeur, su ciudad natal, estando muy enfermo y meses antes del final de su vida. Denunciaba los crímenes del colonialismo francés sin, sin embargo, mencionarlo abiertamente, pero refiriéndose a él como el "tirano opresivo", amenazando a los ocupantes y pronosticando una revuelta contra el sistema. En 2002, cuando la segunda intifada surgió el Medio Oriente, la cantante Latifa Arfaoui decidió poner música al poema, haciendo una clara alusión al conflicto árabe-israelí en su video, y destinándolo a Ariel Sharón y a George W. Bush. En 2011, el poema se convirtió en un eslogan popular en el contexto de la revolución tunecina y luego egipcia.